# 瑞倉信号場
瑞倉信号場（ソチャンしんごうじょう）あるいは瑞倉駅（ソチャンえき）は、大韓民国世宗特別自治市鳥致院邑にある、韓国鉄道公社（KORAIL）の信号場。

## 構造
当信号場で京釜線と忠北線のデルタ線である五松線が分岐する。

## 駅周辺
- 高麗大学校 世宗キャンパス
- 弘益大学校 鳥致院キャンパス

## 歴史
- 1978年5月1日 - 営業開始。

## 隣の駅
韓国鉄道公社
京釜線（全列車通過）
全東信号場 - 瑞倉信号場 - 鳥致院駅
五松線（全列車通過）
瑞倉信号場 - 五松駅